# Miljöpartiets språkrörsval 2019
Miljöpartiets språkrörsvalet 2019 hölls den 4 maj 2019 på Miljöpartiets kongress i Örebro för att välja partiets språkrör. Det kvinnliga språkröret Isabella Lövin omvaldes med acklamation. Till det avgående manliga språkröret Gustav Fridolins efterträdare valdes Per Bolund efter en omröstning mot utmanaren Magnus P. Wåhlin.

## Bakgrund
Den 24 oktober 2018 meddelade Gustav Fridolin att han avgår som Miljöpartiets språkrör vid partikongressen i maj 2019. Fridolin valdes till partiets språkrör 2011 tillsammans med Åsa Romson. Enligt partiets rotationsprincip som innebär att ett språkrör max får sitta nio år vilket betyder att Fridolin endast avgick ett år i förtid. Fridolin och Romson ledde partiet framgångsrikt till en början med höga opinionssiffror och blev landets andra största parti i EU-valet 2014. Efter riksdagsvalet 2014 gick partiet in i regeringsställning för första gången i regeringen Löfven I där Fridolin blev utbildningsminister och Romson miljö- och klimatminister samt vice statsminister. Tiden i regeringsställning blev turbulent och under våren 2016 ställde Fridolin och Romson sina platser till förfogande (se Miljöpartiets språkrörsval 2016). Fridolin blev omvald men den här gången tillsammans med Isabella Lövin. Partiet fortsatte därefter med låga opinionssiffror och i riksdagsvalet 2018 fick partiet sitt sämsta valresultat (4,4%) sedan 1991. 

### Det kvinnliga språkröret
I början av 2018 uppgav Alice Bah Kuhnke i en intervju att hon var beredd på att bli språkrör för Miljöpartiet om partiet ville det, den dag Isabella Lövin avgår. Lövin meddelade samma dag som Fridolins avgång att hon kandiderade för omval som kvinnligt språkrör, även om röster höjdes för att även hon skulle ställa sin plats till förfogande.

### Regeringsbildningen 2018
Efter riksdagsvalet 2018 fälldes regeringen Löfven i den obligatoriska statsministeromröstningen. I talmansrundorna som följde företrädes partiet av sina språkrör och ingick i flera alternativ till en ny regering. Det gällde främst alternativen om en samlingsregering mellan Alliansen, Socialdemokraterna och Miljöpartiet, om konstellationen Alliansen och Miljöpartiet (som framförallt diskuterades efter riksdagsvalet 2010) och slutligen om ett blocköverskridande samarbete mellan Socialdemokraterna, Miljöpartiet, Centerpartiet och Liberalerna. Det blev efter månader av sonderingar, förhandlingar och omröstningar det tredje alternativet som löste regeringsbildningen. De fyra partierna slöt tillsammans det så kallade januariavtalet och kunde därefter tillsätta regeringen Löfven II den 21 januari 2019. 
Den nya regeringen bestod av Socialdemokraterna och Miljöpartiet med ett budgetsamarbete med Centerpartiet och Liberalerna. Vänsterpartiet stod utanför samarbetet men ingick i den parlamentariska majoriteten som krävdes för att kunna tillträda. Miljöpartiet gick från sex till fem ministerposter i Löfvens nya regering: Isabella Lövin (miljö- och klimatminister samt vice statsminister), Peter Eriksson (biståndsminister), Per Bolund (finansmarknads- och bostadsminister), Åsa Lindhagen (jämställdhetsminister) samt Amanda Lind (kultur- och demokratiminister). Den nya sammansättningen innebar en ministerrockad där de tidigare ministrarna Gustav Fridolin, Alice Bah Kuhnke och Karolina Skog uteblev. Fridolin hade redan aviserat sin avgång och Bah Kuhnke kandiderade till europaparlamentsvalet 2019.

#### Stockholms grönblå styre
Efter kommunalvalet i Stockholm 2018 bildade Miljöpartiet tillsammans med Alliansen den nya styrande majoriteten i kommunfullmäktige. Det nya styret presenterades den 12 oktober och lyftes upp som ett alternativ för nationellt styre i regeringsbildningen, främst av Annie Lööf och Jan Björklund. I förhandlingarna med Alliansen företrädes partiet av toppnamnet och borgarrådet Daniel Helldén. Att Miljöpartiet valde att stödja och ingå i en högerkoalition fick intern kritik men Helldén menade att den gröna politiken blev framträdande främst inom trafikpolitiken, som han sedermera blev ansvarig för. Helldén lyftes också fram som en av huvudkandidaterna till nytt manligt språkrör men meddelade i januari att han inte stod till förfogande.

#### Schlyter och kritiken
Januariavtalet skapade intern kritk inom Miljöpartiet och resulterade i att de f.d. riksdagsledamöterna Carl Schlyter, Annika Lillemets och Valter Mutt lämnade partiet i protest. De menade att uppgörelsen gick mot partiets grundvärderingar som kritik mot arbete och tillväxt, och var alltför nyliberal och höger i den ekonomiska politiken. Under den föregående mandatperioden hade gruppen som då också bestod av Jabar Amin kraftigt kritiserat regeringens politik som de menade stred mot Miljöpartiets partiprogram framförallt i frågan om kolkraften i Tyskland och flyktingpolitiken. Som en konsekvens kandiderade gruppen inte till riksdagen 2018. Den 13 februari 2019 bildade Schlyter, Lillemets och Mutt Partiet Vändpunkt som satsade på att komma in i Europaparlamentet samma vår. Europaparlamentarikern Max Andersson anslöt också sig till partiet. Schlyter ansågs fram vara en av de främsta kandidaterna till att efterträda Fridolin och var inledningsvis intresserad av posten, men i och med avhoppet föll han bort från nomineringarna.

### Nytt språkrör
Den 15 januari 2019 gick tiden för att nominera ett nytt språkrör ut, då hade endast kommunpolitikern Magnus P. Wåhlin och den f.d. riksdagsledamoten Niclas Malmberg meddelat att de kandiderar. Den 24 januari meddelade storfavoriten tillika statsrådet Per Bolund att även han kandiderar i valet. Den 13 februari gick kommunpolitikern Per-Inge Lidén ut med att han ville bli språkrör. När partiets valberedning skulle presentera sin nominering den 22 mars hade inte andra potentiella kandidater som Jakop Dalunde meddelat om de stod till förfogande eller inte. Valberedningen val till nytt manligt språkrör föll på Per Bolund ihop med Isabella Lövin. Till partisekreterare nominerades Emma Nohrén.
Inför kongressen återstod en kvinnlig kandidat, Isabella Lövin, och två manliga, Per Bolund och Magnus P Wåhlin. Bolund hade under hela processen ansetts vara den stora favoriten och så även inför kongressen, även om Wåhlin började få en större följarskara. Bolund var en förespråkare för att Miljöpartiet skulle sitta och driva partiets politik i regeringsställning medan Wåhlin profilerade sig genom att vilja bredda partiets politik till fler områden samt att lyfta social och ekonomisk rättvisa.

## Kandidater

### Kvinnliga kandidater
Valberedningens förslag av språkrör. 
- Fet text markerar dåvarande uppdrag.

| Namn           | Född                                         | Bakgrund | Tillkännagivande | Ref.  | Stöd |
| -------------- | -------------------------------------------- | --- | ---------------- | ----- | ---- |
| Isabella Lövin | 3 februari 1963 (56 år) Helsingborg, Sverige | Miljöpartiet de grönas språkrör (2016–2021), Sveriges vice statsminister (2016–2021), Sveriges klimat- och miljöminister (2019–2021), Ledamot av Sveriges riksdag (2018–2021), Sveriges biståndsminister (2014–2019), EU-parlamentariker (2009–2014). | 24 oktober 2018  | [ 2 ] |      |

### Manliga kandidater
Valberedningens förslag av språkrör. 
- Fet text markerar dåvarande uppdrag.

| Namn             | Född                                       | Bakgrund | Tillkännagivande | Ref.   | Stöd                                                                             |
| ---------------- | ------------------------------------------ | --- | ---------------- | ------ | -------------------------------------------------------------------------------- |
| Per Bolund       | 3 juli 1971 (47 år) Hässelby, Sverige      | Sveriges finansmarknadsminister (2014–2021), Sveriges bostadsminister (2019–2021), Ledamot av Sveriges riksdag (2006–2010, 2011–2023). | 24 januari 2019  | [ 15 ] | Riksdagsledamöter: Nuvarande: - Maria Gardfjell Lokalpolitiker: - Daniel Helldén |
| Magnus P. Wåhlin | 1 mars 1971 (48 år) Västra Alstad, Sverige | Ledamot av Växjös kommunfullmäktige (2018–). Präst.                                                                                    | 22 december 2018 | [ 13 ] | Förbund: - Göteborg - Kronoberg - Sölvesborg                                     |

### Tillbakadragna manliga kandidaturer
| Namn            | Född                                | Bakgrund                                                                                    | Tillkännagivande | Tillbakadragande | Ref.          | Stöd |
| --------------- | ----------------------------------- | ------------------------------------------------------------------------------------------- | ---------------- | ---------------- | ------------- | ---- |
| Niclas Malmberg | 4 maj 1970 (49 år) Uppsala, Sverige | Ledamot av Sveriges riksdag (2014–2018), Ledamot av Uppsalas kommunfullmäktige (2006–2014). | 18 december 2018 | 26 mars 2019     | [ 14 ] [ 24 ] |      |
| Per-Inge Lidén  | 30 augusti 1959 (59 år)             | Ledamot av Karlstads kommunfullmäktige (2014–). Präst.                                      | 13 februari 2019 | 26 mars 2019     | [ 16 ] [ 24 ] |      |

### Avböjde att kandidera
- Jakop Dalunde – Europaparlamentariker (2016–2019, 2020–2024). (Kandiderade i Europaparlamentsvalet 2019.)[18]
- Gustav Fridolin – Miljöpartiet de grönas språkrör (2011–2019), Sveriges utbildningsminister (2014–2019).
- Daniel Helldén – Trafikborgarråd i Stockholms kommun (2014–2022).[6] (Stödde Per Bolund).
- Carl Schlyter – Ledamot av Sveriges riksdag (2014–2018), Europaparlamentariker (2004–2014). Språkrörskandidat 2002. (Bildade Partiet Vändpunkt).[8]

### Opinionsundersökningar

#### Manligt språkrör
| Opinionsinstitut | Period             | Urval              | Per Bolund         | Carl Schlyter      | Peter Eriksson     | Jakop Dalunde      | Daniel Helldén     | Lorenz Tovatt      | Gustav Fridolin    | Ingen/ Annan/ Obestämd |
| ---------------- | ------------------ | ------------------ | ------------------ | ------------------ | ------------------ | ------------------ | ------------------ | ------------------ | ------------------ | ---------------------- |
| Inizio           | 26–31 oktober 2018 | 470                | 31%                | 15%                | 7%                 | 3%                 | 2%                 | 1%                 | i.u.               | 40%                    |
| -                | 9 september 2018   | Riksdagsvalet 2018 | Riksdagsvalet 2018 | Riksdagsvalet 2018 | Riksdagsvalet 2018 | Riksdagsvalet 2018 | Riksdagsvalet 2018 | Riksdagsvalet 2018 | Riksdagsvalet 2018 | Riksdagsvalet 2018     |
| Inizio           | 19 januari 2018    | 1717               | 12%                | -                  | 20%                | -                  | -                  | -                  | 13%                | 55%                    |
| Inizio           | 19 januari 2018    | 170                | 14%                | -                  | 25%                | -                  | -                  | -                  | 44%                | 17%                    |

#### Kvinnligt språkrör

##### Isabella Lövin
| Opinionsinstitut | Period             | Urval | Urval | Stanna | Avgå | Obestämd |
| ---------------- | ------------------ | ----- | ----- | ------ | ---- | -------- |
| Inizio           | 26–31 oktober 2018 | 470   | 470   | 66%    | 19%  | 16%      |

##### Andra kandidater
| Opinionsinstitut | Period             | Urval              | Urval              | Isabella Lövin     | Alice Bah Kuhnke   | Maria Wetterstrand | Maria Ferm         | Amanda Lind        | Karolina Skog      | Ingen/ Annan/ Obestämd |
| ---------------- | ------------------ | ------------------ | ------------------ | ------------------ | ------------------ | ------------------ | ------------------ | ------------------ | ------------------ | ---------------------- |
| Inizio           | 26–31 oktober 2018 | 470                | Lövin bör avgå:    | i.u.               | 47%                | 33%                | 6%                 | 4%                 | -                  | 11%                    |
| -                | 9 september 2018   | Riksdagsvalet 2018 | Riksdagsvalet 2018 | Riksdagsvalet 2018 | Riksdagsvalet 2018 | Riksdagsvalet 2018 | Riksdagsvalet 2018 | Riksdagsvalet 2018 | Riksdagsvalet 2018 | Riksdagsvalet 2018     |
| Inizio           | 19 januari 2018    | 1717               | 1717               | 9%                 | 18%                | 28%                | 2%                 | -                  | 1%                 | 42%                    |
| Inizio           | 19 januari 2018    | 170                | 170                | 41%                | 25%                | 25%                | 2%                 | -                  | 1%                 | 6%                     |

## Politiska positioner
| Kandidat                    | Regeringsfrågan    | Regeringsfrågan       |
| Kandidat                    | Regeringsmedverkan | Språkrör som statsråd |
| --------------------------- | ------------------ | --------------------- |
| Per Bolund                  | Ja                 | Ja                    |
| Magnus P. Wåhlin            | Ja                 | i.u.                  |
| Tillbakadragna kandidaturer |                    |                       |
| Niclas Malmberg             | Ja                 | Kanske                |
| Per-Inge Lidén              | Ja                 | i.u.                  |

## Resultat
Valet av språkrör avgjordes av 265 ombud från partiets distrikt och sidoorganisationer. Omröstningen genomfördes med alternativröstning, instant-runoff voting (IRV).

### Val av kvinnligt språkrör[29]
| Kandidat | Kandidat       | Andel |
| -------- | -------------- | ----- |
|          | Isabella Lövin | 100%  |
| Totalt   | Totalt         | 100%  |

### Val av manligt språkrör[29]
| Kandidat | Kandidat        | Röster | Andel |
| -------- | --------------- | ------ | ----- |
|          | Per Bolund      | 171    | 66,3% |
|          | Magnus P Wåhlin | 87     | 33,7% |
| Totalt   | Totalt          | 258    | 100%  |

### Val av partisekreterare[29][23]
Valberedningens kandidat Emma Nohrén förlorade mot utmanaren Märta Stenevi.
| Kandidat | Kandidat       | Röster | Andel |
| -------- | -------------- | ------ | ----- |
|          | Märta Stenevi  | 137    | 53,5% |
|          | Emma Nohrén    | 119    | 46,5% |
|          | Elin Söderberg | -      | 0,0%  |
| Totalt   | Totalt         | 256    | 100%  |

## Efterspel
Att Per Bolund inte vann med större marginaler trots sitt inledningsvis självklara favoritskap menade vissa analytiker berodde på Bolunds regerings- och högerprofil inom partiet. Miljöpartiet hade en längtan att bli mer tydliga, radikala och vänster efter åren i regeringsställning, något Wåhlin hade kunnat erbjuda.
Magnus P. Wåhlin valdes senare in i partistyrelsen på samma kongressen.

### Europaparlamentsvalet 2019
Kort efter kongressen hölls europaparlamentsvalet 2019 där Miljöpartiet fick 11,5% vilket ansågs vara en stor framgång i förhållande till de nationella opinionssiffrorna. Alice Bah Kuhnke, Pär Holmgren och Jakop Dalunde (efter Brexit 2020) blev partiets ledamöter i parlamentet.

### Språkrörsvalet 2021
I augusti 2020 meddelade Isabella Lövin att hon lämnar rikspolitiken och språkrörsposten. I januari 2021 valdes partisekreteraren Märta Stenevi till nytt kvinnligt språkrör. Stenevi gick till val på att bredda partiets politik, likt Wåhlin gjorde 2019. Stenevi och Bolund omvaldes på den ordinarie kongressen i oktober 2021.
Januariavtalet föll den 9 juli 2021 när Vänsterpartiet tillsammans med Moderaterna, Sverigedemokraterna och Kristdemokraterna fällde regeringen i ett misstroendevotum. Anledningen till Vänsterpartiets fällande var regeringens påtänkta bostadspolitik. Misstroendevoteringen utlöste regeringskrisen 2021 som slutade i regeringen Löfven III. I den nya regeringen ingick återigen Socialdemokraterna och Miljöpartiet med parlamentariskt stöd av Vänsterpartiet och Centerpartiet, även om det denna gång saknades ett formellt samarbete. Liberalerna valde efter krisen att ansluta sig till oppositionen.
När regeringensbudget föll i november 2021 i samband med att Magdalena Andersson valdes till statsminister beslöt sig Miljöpartiet att lämna regeringen. I riksdagsvalet 2022 gick partiet framåt till 5,1% även om valet blev en förlust då högeroppositionen med Ulf Kristersson vann en majoritet i riksdagen.

### Språkrörsvalet 2023
I juni 2023 aviserade Per Bolund sin avgång. Bolunds eftermäle som minister och språkrör beskrevs som kompetent men anonymt, då han hade svårigheter med att locka väljare till partiet. Under hans tid som språkrör kämpade han också med kroniskt dåliga förtroendesiffror.
I språkrörsvalet 2023 omvaldes Märta Stenevi till kvinnligt språkrör. Valet till det manliga språkröret stod mellan Daniel Helldén och Magnus P. Wåhlin. Den stora skiljelinjen mellan dem var att Helldén ville satsa på miljöpolitiken medan Wåhlin, likt Stenevi, ville bredda partiets politik främst i sociala och ekonomiska frågor. Valet avgjordes med en rösts marginal till Helldéns fördel.